# محمد بن على بن جماح
الشيخ محمد بن علي بن جماح هو أحد رواد الدعوة والتعليم، في منطقة الباحة، محافظة بلجرشي ومؤسس المدرسة السلفية فيها. لا يٌعرف تاريخ ميلاده تحديداً، توفيّ في 29 رجب 1431هـ - 21 يوليو 2009م في مدينة بلجرشي في منزله. ـ ولد وتوفيّ في مدينة بلجرشي وفي قرية الجلحية تحديداَ.

## النشأة
ختم القرآن الكريم وهو في صباه على يد والده. وقد لاحظ أبوه ذكاءه فاعتنى به عناية خاصة عن جميع إخوانه. نشأ الشيخ في صحبة والده حيث صحبه في زيارة العلماء والفضلاء، يستمع إلى مشاكل الناس وأحوالهم، سمع في صباه أن النبي ﷺ رعى الغنم فأعجب بذلك فاشترى له أبوه غنماً فرعاها ست سنين. لزم الشيخ أباه بعد ذلك إلى أن التحق بالشيخ علي بن إبراهيم الفقية من قرية المدان ببلجرشي. بدأ مع الشيخ علي المداني بإعادة تلاوته القران الكريم ودرس في فقه الشافعي ودرس شيئاً من النحو، كان الشيخ محباً للقراءة منذ الصغر مع صعوبة توفر الكتب، ويروي الشيخ عن نفسه قائلا:
| محمد بن على بن جماح | "تعرض لنا يوماً شاب من أقاربنا، ونحن في طريقنا من السوق إلى البيت، وعزمنا على القهوة فامتنع الوالد واعتذر، وبعد ابتعادنا عنه بقدر ثلاثين متراً، رفع صوته قائلاً: انتظرني يا خال، فوقفنا وإذا به مقبلاً وفي يده كتيب مغلف بورقة متينة صفراء محبوكة على الكتاب بسير من جلد أخضر، فناولني الكتاب، وقال: هذا الكتاب هدية مني لأخي محمد، وكان عمره حوالي 25 سنة، وعمري لا يتجاوز 12 سنة فشكره الوالد كثيراً، وشكرته بلهجة الفرحة التي لا أستطيع التعبير عنها فرحة بهذا الكتاب، وفي طريقي فتحت الكتاب وبدأت في قراءته وكنت أمشي أمام الدابة ووالدي راكب عليها، ولم أشعر بنفسي مرات عديدة، إلا ووالدي ينبه علي، ويقول: انتبه يا محمد، وإذا بي قد شطحت عن الطريق يمنة أو يسرة لما لهذا الكتاب من فرحة. ولهذا قرأته مرات عديدة، مرة تلو المرة، وأخيراً قررت حفظه، فحفظته في أيام، وأعجبت به كثيراً، وأحسست به قد أثلج صدري، ولعل قائلاً يقول: ماهذا الكتاب؟ الكتاب هو: كتاب التوحيد الذي هو حق الله على العبيد، لفضيلة الشيخ العلامة: محمد بن عبد الوهاب ولم يزل موجوداً محتفظاً به في مكتبتي إلى الآن وعلى حالته التي أهدي إلي فيها، وأجده أحب كتاب عندي بعد كتاب الله عز وجل" | محمد بن على بن جماح |

## السفر إلى الحبشة
لقسوة العيش في المنطقة التي ترعرع فيها الشيخ قرر الشيخ السفر إلى الحبشة (أرتيريا اليوم) لطلب الرزق ومكث سنتين، ثم رجع ليتزوج ومكث سنة في وطنه ليعود من جديد لطلب الرزق في الحبشة حيث مكث سنتين. تفتحت عين الشيخ على عمل الجالية المصرية في أسمرة، حيث أن كان يمثل الجالية هناك علماء من الأزهر وأنصار السنة المحمدية حيث أٌسست مدرسة لأبناء المسلمين. ألتحق الشيخ بهم واستفاد من علمهم وتنظيم دعوتهم.

## العودة إلى الوطن وتأسيس المدرسة
رجع الشيخ إلى بلجرشي بعد أن تلقى رسالة من والدته تطلب منه الرجوع حيث أن والده كان مريضًا. ولم يعيش والده بعد ذلك طويلا حيث توفي في رمضان سنة 1366هـ - 1947م. قرر الشيخ أن يبدأ دعوته في إصلاح أمور الناس الدينية وإزالة المعتقدات الخاطئة من أذهان الناس، ولكن الشيخ ومن معه من أبناء المنطقة حوربوا من قبل الناس وأوقفهم الناس من الكلام في المساجد. عند ذلك قرر الشيخ التأسيس مدرسة على غرار المدارس التي رأها في أسفاره في الحبشة حيث أن المداس في ذلك الوقت كانت شبه معدومة في المنطقة. عندما تعرقلت الدعوة قرر الشيخ بناء المدرسة بمساعدة من بعض الأهالي عام 1370هـ - 1950م.

## زيارة الملك سعود للمدرسة السلفية
زار الملك الراحل سعود بن عبد العزيز المنطقة الجنوبية المنطقة الجنوبية سنة 1374هـ - 1954م، وأقيم حفلٌ لاستقباله حيث زار المدرسة وأثنى على القائمين عليها، وكان مما ذكر عن المدرسة:
| محمد بن على بن جماح | "وبعد زيارتنا لهذه المنطقة وتفقدنا لهذه المدرسة رأينا ما سرّنا من أساتذتها وطلابها، مما تحلوا به من العقيدة الصالحة، والدعوة إلى الله، وإقبال الناس على هذه المبادئ الشريفة السليمة التي نرجو أن تزداد وتمتد إلى جميع أنحاء المملكة التي لا قوام لها ولا عز لها إلا بهذه الدعوة والعقيدة الصالحة، والعمل بكتاب الله وشريعة رسوله محمد صلى الله عليه وسلم، وتحليل ما أحل الله وتحريم ما حرم الله" | محمد بن على بن جماح |